# Zophorame hirsti
Zophorame hirsti is een spinnensoort uit de familie Barychelidae. De soort komt voor in Queensland.